# Cabane de Susanfe
Die Cabane de Susanfe, auch Susanfehütte, ist eine Schutzhütte der Sektion Yverdon des Schweizer Alpen-Clubs in den Savoyer Alpen im Kanton Wallis in der Schweiz.

## Lage und Betrieb
Die Hütte steht südlich der Dents du Midi im Vallon de Susanfe, am Fusse der Haute-Cime in einer Höhe von 2101 m ü. M. und wird von der Sektion Yverdon des Schweizer Alpen-Clubs betrieben und bewartet.

## Geschichte
Die 1960 erbaute Hütte aus Stein ist Etappenort auf den mehrtägigen alpinen Rundwanderungen um die Dents du Midi und Wanderungen im Grenzgebiet zu Frankreich.

## Zustiege
- Von Champéry (Normalroute) in 3½ bis 4 Stunden, Aufstieg 1160 Höhenmeter, Schwierigkeitsgrad T3. Vorsicht beim Zustieg über den Pas d'Encel (oft feuchtes Gestein, fixes Stahlseil).
- Von Barme/Champéry 2101 m ü. M. via Sous la Dent – Bonavau – Pas d’Encel 3½ Stunden, T3
- Von Salvan VS via Van d’en Haut – Lac de Salanfe – Col de Susanfe in 6 Stunden, T3
- Von Van d’en Haut in 4½ Stunden, T3
- Von Les Marécottes via Emaney – Col d’Emaney – Lac de Salanfe – Col de Susanfe in 8 Stunden, T3

## Nachbarhütten
- Refuge des Dents du Midi
- Refuge de Chalin
- Refuge de Valerette

## Gipfel
- Zustieg von der Hütte auf die Haute Cime in 3½ Stunden, T4

## Kartenmaterial
- Schweizer Bundesamt für Landestopografie swisstopo: Topografische Karten LK 1:50’000, Blatt 272 Saint-Maurice, LK 1:25’000, Blatt 1304 Val d'Illiez.